# Marmaduke Grove
Marmaduke Grove Vallejo (6 de julho de 1878 – 15 de maio de 1954), foi um oficial da Força Aérea chilena, figura política e membro da Junta de Governo da República Socialista do Chile em 1932.

## Primeiros anos
Grove nasceu em Copiapó, Chile, filho do advogado José Marmaduke Grove Avalos e Ana Vallejo Burgos. Seus primeiros estudos foram na Escola Nº 1 de Copiapó e posteriormente no Liceu local. Desde muito jovem interessou-se pelo exército, e em 1892, foi aceito na Academia Naval Chilena. Pouco antes da graduação, participou da chamada "Revolta do Pão Velho", como resultado da qual foi expulso da marinha. Esse incidente provou ser seu ponto de virada e a partir de então declarou seu lema como sendo um "amor eterno pelos oprimidos e pela verdadeira justiça".
Em 1897, Grove foi aceito na Academia Militar, da qual se formou como subtenente de artilharia. Na Academia Militar, foi colega de turma de Carlos Ibáñez del Campo e Arturo Puga, com ambos manteve contato pelo resto de sua longa vida militar e política. Em 1906 foi enviado à Alemanha para se especializar em artilharia, e permaneceu lá até 1911. Em 1912 havia se tornado maçom e no ano seguinte ingressou na Academia de Guerra. Posteriormente foi transferido para a Guarnição de Tacna, onde permaneceu até 1917, período durante o qual se casou com Rebeca Valenzuela, com quem teve seis filhos.
Grove teve uma carreira militar brilhante, e de 1920 a 1924 foi Subdiretor da Academia Militar. Após ser promovido a Coronel, foi nomeado Diretor da Academia da Força Aérea em 1925.

## Carreira política

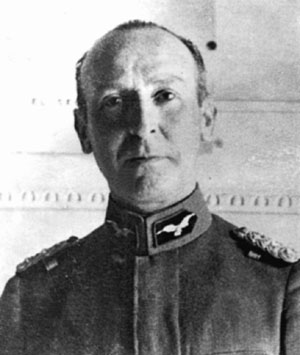
Marmaduke Grove uniformizado

1924 também marcou o início de Grove na política. Em 3 de setembro de 1924, teve uma participação notória no incidente conhecido como o "Ruído de sabres", onde 56 oficiais militares protestaram contra seus baixos salários. No dia seguinte, os oficiais envolvidos criaram o "comitê militar" para se defender do governo. Ele foi selecionado para levar as petições ao presidente. Estas incluíam aumento dos salários militares, mudanças no imposto de renda, reformas constitucionais e mudanças no código trabalhista. Também ficou encarregado de obter o apoio dos oficiais da marinha, o que conseguiu. Também tentou a carreira no jornalismo, e teve uma coluna no jornal La Nación apoiando o comitê, sob o pseudônimo de Ekud.
Este incidente foi um ponto de virada. Embora as petições tenham sido aprovadas, o comitê não foi dissolvido. O presidente Arturo Alessandri, percebendo que havia perdido o controle sobre esses oficiais, renunciou e deixou o país em 10 de setembro. Isso levou à criação de uma Junta de Governo, com a participação de Carlos Ibáñez del Campo.

### Pacto de Calais
Em 1925, Grove foi promovido a coronel e iniciou um longo período de viagens pela Europa, como adido militar. Quando Carlos Ibáñez del Campo se tornou presidente, foi confirmado como adido militar em Londres, como forma de mantê-lo fora do país. Enquanto estava em Londres, entrou em contato com o ex-presidente Alessandri, que também estava no exílio. Juntos começaram a conspirar contra Ibáñez. Em 17 de janeiro de 1929, junto com o também exilado General Enrique Bravo e o major Carlos Millán, assinaram o "Pacto de Calais" e juraram trazer a democracia de volta ao Chile. Em novembro daquele ano, uma reunião dos conspiradores foi descoberta em Dover pelos agentes de Ibáñez, e em 28 de novembro ele foi aposentado do exército e deportado para Buenos Aires.

### O pequeno avião vermelho

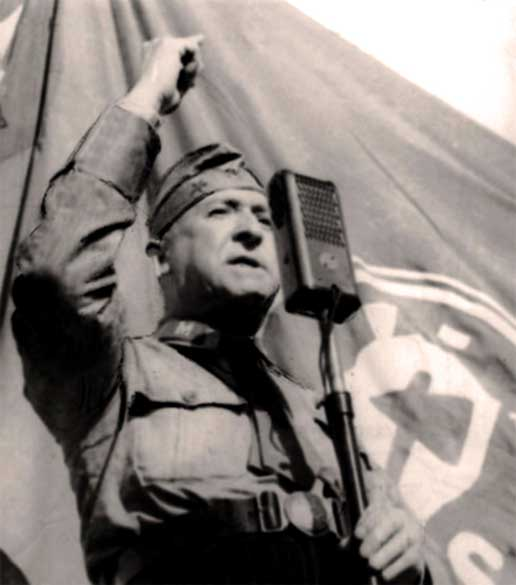
Grove durante um comício em 1930

Uma vez na Argentina, Grove imediatamente começou a conspirar novamente. Em 21 de setembro de 1930, voou para o Chile em um pequeno avião vermelho e pousou em Concepción. O plano falhou e Grove, junto com o tenente Carlos Charlín Ojeda, foram presos e deportados para a Ilha de Páscoa. Conseguiu escapar de lá a bordo de uma corveta francesa com destino ao Taiti, e de lá foi para Marselha. No entanto, só conseguiu retornar ao Chile após a queda de Ibáñez em 26 de julho de 1931.

### República Socialista do Chile
Uma vez de volta ao Chile, o presidente Juan Esteban Montero reincorporou Grove ao Exército e em 17 de março de 1932 o promoveu a Comodoro do Ar e o nomeou Comandante-em-chefe da Força Aérea. Ainda assim, Grove continuou conspirando contra Montero, e o derrubou em 4 de junho de 1932 através de um golpe militar. Em seguida, procedeu à criação da República Socialista do Chile. Esta república durou apenas 12 dias.
A República Socialista foi chefiada por uma Junta de Governo composta pelo General Arturo Puga, Carlos Dávila e Eugenio Matte. Tornou-se Ministro da Defesa, cargo que ocupou de 5 a 16 de junho de 1932.
Nesse curto tempo, a República Socialista conseguiu aprovar apenas algumas medidas sociais, como a obrigação do Banco Central de conceder créditos a pequenas empresas de mineração e agricultura e a devolução dos artigos penhorados na casa de penhores do governo aos seus proprietários. Também estabeleceram relações diplomáticas com a União Soviética.
A Junta de Governo foi por sua vez derrubada por Carlos Dávila em 16 de junho de 1932, que por sua vez permaneceu no poder por apenas cem dias. Enquanto isso, Grove foi mais uma vez exilado, desta vez para a Ilha de Páscoa.

### Candidato presidencial
Durante as eleições presidenciais de 1932, Grove foi nomeado candidato pelas forças socialistas. Só conseguiu retornar de seu exílio na Ilha de Páscoa dois dias antes da eleição, mas ainda assim conseguiu terminar em segundo lugar, atrás de Arturo Alessandri, com 17,7% dos votos.

## Vida posterior

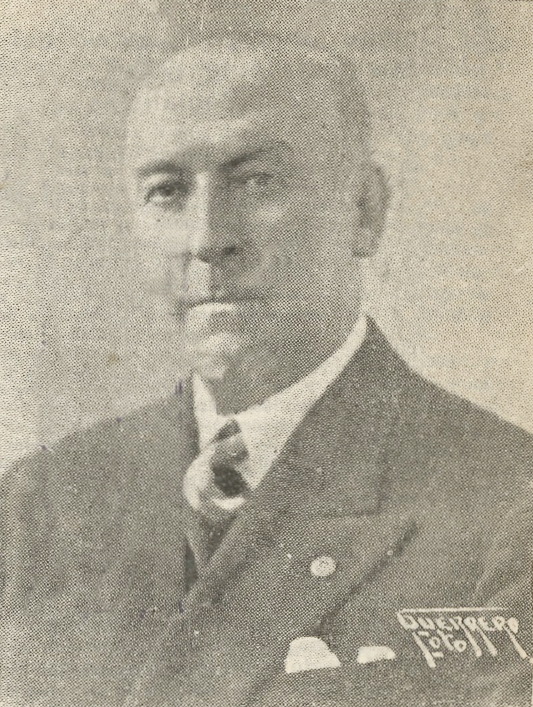
Grove em 1946

Em 19 de abril de 1933, junto com Oscar Schnake, Salvador Allende e Carlos Alberto Martínez, Grove fundou o Partido Socialista do Chile. Tornou-se Secretário-Geral desse partido em 1938 e presidente da coalizão Frente Popular que venceu a eleição presidencial no mesmo ano com o candidato Pedro Aguirre Cerda.
Grove foi eleito Senador em 9 de maio de 1934, em uma eleição suplementar realizada para substituir o falecido Senador Eugenio Matte Hurtado, que havia morrido em janeiro daquele ano. Seu slogan era "Da prisão ao Senado", porque teve que fazer campanha da prisão, onde estava detido por conspirar contra o presidente Alessandri. Como senador, propôs o primeiro plano de Reforma Agrária no Chile em 1939. Seu slogan desta vez era "Nem terra sem homens nem homens sem terra" (Ni tierra sin hombres, ni hombres sin tierra). Foi reeleito Senador em 1941. Foi derrotado por Carlos Ibáñez del Campo e se aposentou do Senado em 1949.
Grove morreu aos 75 anos em 15 de maio de 1954, em Santiago, Chile.